# Rovinari
Rovinari è una città della Romania di 11816  abitanti, ubicata nel distretto di Gorj, nella regione storica dell'Oltenia.
Fa parte dell'area amministrativa anche la località di Vârț.

## Economia
Sul territorio di Rovinari è ubicata una grande centrale termoelettrica, che sfrutta il carbone prodotto dai grandi giacimenti della zona.

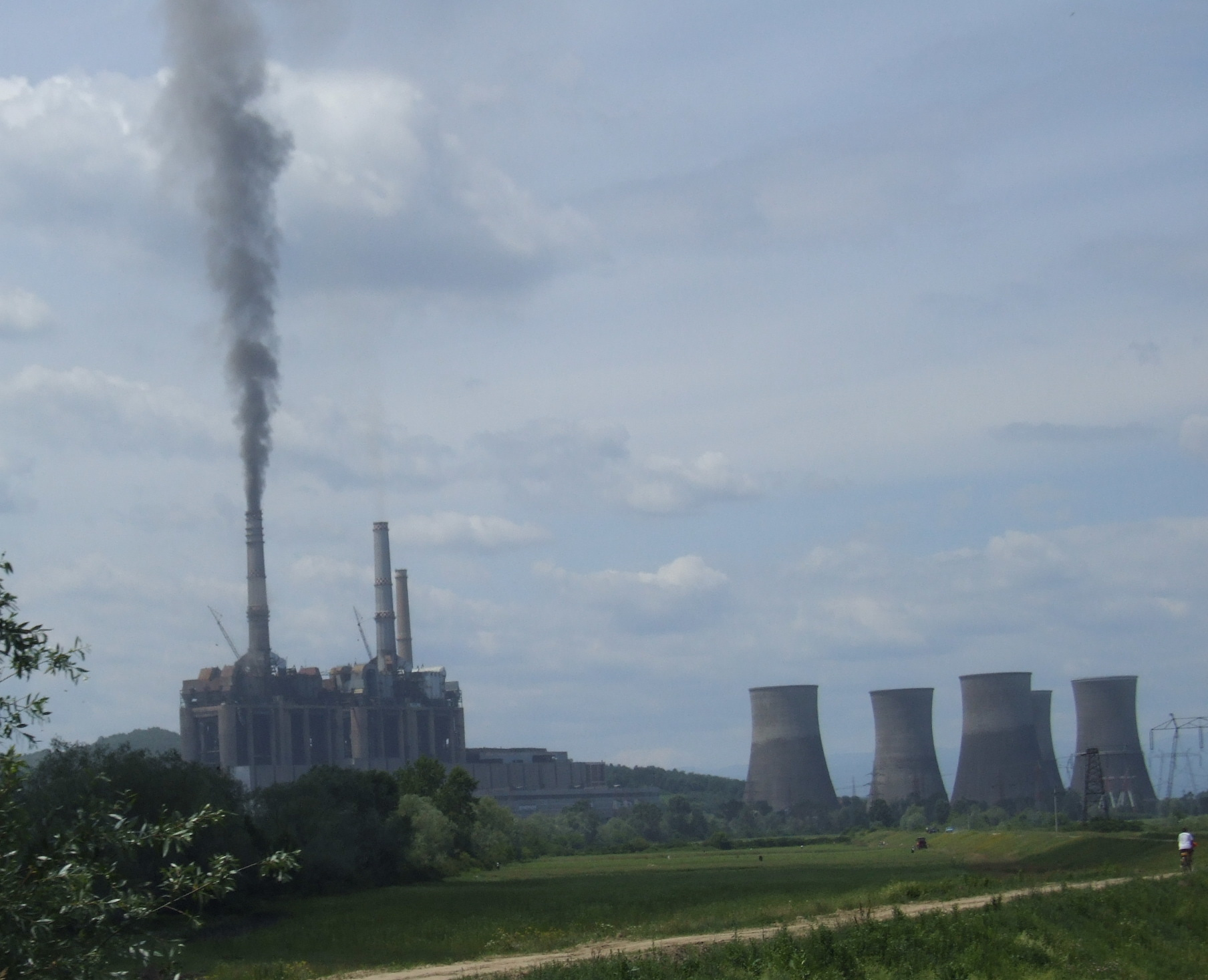
Vista della centrale di Rovinari